# Tegelvraket, Falsterbonäset
Tegelvraket är arbetsnamnet på ett oidentifierat, senmedeltida skeppsvrak som påträffades i det så kallade Svanrevet på Falsterbonäset, norr om Skanörs hamn i sydvästra Skåne. Fartyget var vid förlisningen fullastat med välpackade tegelstenar; delvis murtegel men även taktegel av en typ som kallas munk och nunna. Förmodligen har skeppet fungerat som en sorts bruksbåt, en variant av allmogebåt.

## Båtens konstruktion
Vraket upptäcktes på cirka tre meters vattendjup under en inventering av föreningen SVEG 1991. Enligt en senare rapport från Fotevikens museum låg det då på cirka 1,5 meters djup, vilket möjligen kan bero på att den mjuka sandbottnen ständigt är i rörelse. Vraket har en längd på 9,8 meter men ursprungliga längden antas ha varit cirka tolv meter. Största bredden är 3,2 meter. 
Den klinkbyggda båten har varit sammansatt med järnnitar och nitbrickor med rombisk form och spanten var fästade med trädymlingar. Virket som genomgående varit av ek dendrodaterades till cirka 1545 och troligen avverkades träden utmed svenska västkusten. Fartyget bör således ha varit ganska nytt när det förliste. Skrovets akter är rak, hur förstäven såg ut vet man inte eftersom den saknas.

## Vrakfynd
Förutom tegellasten som fortfarande ligger staplad i snygga travar, finns plankor efter bordläggning och en del spant bevarat. Skrovet ligger med kraftig slagsida åt styrbord och där sitter de flesta av bordläggningsplanken ännu kvar . Ett av fynden som hittats ombord är en "stjertpotte" (trefotsgryta) från tiden kring 1550. Ett annat intressant fynd är en kanonkula av sten,  liknande har hittats på det något äldre, engelska örlogsfartyget Mary Rose, där sådana stenkulor fanns i stora mängder.